# ドラマデザイン社
株式会社ドラマデザイン社（ドラマデザインしゃ、英: Drama Design Corporation.）は、テレビ番組の制作プロダクションである。

## 概要
元讀賣テレビ放送チーフプロデューサー・山本和夫が2000年に設立
ドラマ・映画などの映像作品や舞台作品を制作。
2000年より 良質なドラマを作り出すために不可欠な脚本家を育てる 脚本家養成のワークショップ「シナリオインキュベーション」を設立。
2012年より、映像作品を目指す女優を育てるため、若手女優養成のワークショップ「アクトレスインキュベーション」の運営している。
2022年より、脚本家養成講座「シナリオアカデミア」を開始。
脚本家のマネージメントを行っている。

## 役員
- 代表取締役：山本和夫
- 取締役：鈴木基之、水澤慎
- 監査役：水野宗徳

## シナリオインキュベーション出身脚本家・作家
- 清水友佳子（1期）
- 福田裕子（1期）
- 李正姫（1期）
- 荒井修子（2期）
- 水野宗徳（2期）
- 柚木麻子（4期）
- 徳永友一（6期）
- 柿原優子（11期）
- 山岡潤平（15期）
- 佐藤あい子（18期）
- 大前智里（19期）
- 大北はるか（20期）
- 斉藤陽子（20期）
- 佐藤奈央（21期）
- 綿種アヤ（23期）
- 富安美尋（23期）
- 高矢航志（25期）
- 荻安理紗（25期）
- 武田雄樹（26期）
- 藤岡明子（26期）
- 土山由紀子（26期）
- 寺田御子（27期）
- 當銘啓太（27期）

## 所属脚本家
シナリオインキュベーション出身ライターを中心にマネージメントをしている。
- 富安美尋
- 寺田御子

## アクトレスインキュベーション出身者
| 名前           | 名前              | 生年月日               | 出演期      | 出演期          | 事務所                           | 備考                                                                              |
| -------------- | ----------------- | ---------------------- | ----------- | --------------- | -------------------------------- | --------------------------------------------------------------------------------- |
| 小川あん       | おがわ あん       | 1998年3月29日（27歳）  | 2, 3期      | 2013年 ~ 2014年 | フロム・ファーストプロダクション |                                                                                   |
| モトーラ世理奈 | もとーら せりな   | 1998年10月9日（26歳）  | 3期         | 2014年          | ボックスコーポレーション         | 世理奈 名義                                                                       |
| 黒木麗奈       | くろき れな       | 2000年11月26日（24歳） | 4, 5期      | 2015年 ~ 2016年 | プラチナムプロダクション         |                                                                                   |
| 村山優香       | むらやま ゆうか   | 2003年2月19日（22歳）  | 5, 6期      | 2016年 ~ 2017年 |                                  |                                                                                   |
| 安田愛里       | やすだ あいり     |                        | 5, 6期      | 2016年 ~ 2017年 |                                  |                                                                                   |
| 中村守里       | なかむら しゅり   | 2003年6月14日（22歳）  | 6, 7期      | 2017年 ~ 2018年 | 太田プロダクション               |                                                                                   |
| 吉名莉瑠       | よしな りる       | 2004年9月22日（20歳）  | 6, 7期      | 2017年 ~ 2018年 | ソニー・ミュージックアーティスツ | 主演映画「テイクオーバーゾーン」で、第32回東京国際映画祭 ジェムストーン賞を受賞） |
| 冨波心         | とば こころ       | 2007年4月30日（18歳）  | 9 ~ 11期    | 2020年 ~ 2022年 | スターダストプロモーション       |                                                                                   |
| 武上陽奈       | たけがみ はるな   | 2007年6月16日（18歳）  | 9 ~ 11期    | 2020年 ~ 2022年 | スターダストプロモーション       |                                                                                   |
| 月島琉衣       | つきしま るい     | 2008年3月1日（17歳）   | 10期        | 2021年          | スターダストプロモーション       | 七聖るるあ 名義                                                                   |
| 冨永実里       | とみなが みさと   | 2007年10月15日（17歳） | 10 ~ 12期   | 2021年 ~ 2023年 | サンミュージックプロダクション   |                                                                                   |
| 米倉ゆい       | よねくら ゆい     | 2008年6月17日（17歳）  | 10 ~ 12期   | 2021年 ~ 2023年 | スターダストプロモーション       |                                                                                   |
| 水月梓温       | みづき しおん     | 2004年6月13日（21歳）  | 11期        | 2022年          | イトーカンパニー                 |                                                                                   |
| 矢野ななか     | やの ななか       | 2005年10月14日（19歳） | 11期        | 2022年          | ピンナップスプラス               |                                                                                   |
| 垣花蛍月       | かきはな ほづき   | 2007年6月17日（18歳）  | 11 ~ 13期   | 2022年 ~ 2024年 | スターダストプロモーション       |                                                                                   |
| 谷水陽南       | たにみず ひな     | 2009年10月19日（15歳） | 11.5 ~ 12期 | 2022年 ~ 2023年 | スターダストプロモーション       |                                                                                   |
| 神田あいり     | かんだ あいり     | 2008年4月12日（17歳）  | 11.5 ~ 13期 | 2022年 ~ 2024年 | チャームキッズ                   |                                                                                   |
| 城戸河れいか   | きどかわ れいか   | 2009年1月10日（16歳）  | 11.5 ~ 13期 | 2022年 ~ 2024年 | アデッソ                         |                                                                                   |
| 浦田憩         | うらた けい       | 2009年10月20日（15歳） | 11.5 ~ 13期 | 2022年 ~ 2024年 | スターダストプロモーション       |                                                                                   |
| 小森香乃       | こもり かの       | 2008年8月6日（17歳）   | 11.5 ~ 14期 | 2022年 ~ 2025年 | ツータッチカンパニー             |                                                                                   |
| 野口紫穂       | のぐち しほ       | 2007年6月20日（18歳）  | 12期        | 2023年          | スペースクラフトジュニア         |                                                                                   |
| 岡島叶花       | おかじま かのか   | 2007年7月5日（18歳）   | 12期        | 2023年          | スターダストプロモーション       |                                                                                   |
| 仁科心花       | にしな このか     | 2007年10月26日（17歳） | 12期        | 2023年          |                                  |                                                                                   |
| 竹下優名       | たけした ゆうな   | 2010年1月14日（15歳）  | 12期        | 2023年          | スターダストプロモーション       |                                                                                   |
| 磯谷萌々子     | いそたに ももこ   | 2010年12月11日（14歳） | 13期        | 2024年          | スターダストプロモーション       |                                                                                   |
| 川谷紗那       | かわたに さな     | 2010年10月29日（14歳） | 13期        | 2024年          | スターダストプロモーション       |                                                                                   |
| 里中詠栄       | さとなか うたは   | 2010年5月9日（15歳）   | 13期        | 2024年          | スターダストプロモーション       |                                                                                   |
| 佐藤七海       | さとう ななみ     | 2009年1月12日（16歳）  | 13期        | 2024年          | プラチナムプロダクション         |                                                                                   |
| 山下愛織       | やました まおり   | 2010年1月8日（15歳）   | 13期        | 2024年          | プラチナムプロダクション         |                                                                                   |
| 新堂友菜       | しんどう ゆな     | 2008年9月26日（16歳）  | 13期        | 2024年          | レグルスペード                   |                                                                                   |
| 内藤あい紗     | ないとう あいしゃ | 2010年7月10日（15歳）  | 13, 14期    | 2024年 ~ 2025年 | hirody                           |                                                                                   |
| 井口美怜       | いぐち みれい     | 2012年5月27日（13歳）  | 13期        | 2024年          |                                  |                                                                                   |
| 海老名瑠花     | えびな るか       | 2008年7月5日（17歳）   | 13期        | 2024年          | イトーカンパニー                 |                                                                                   |
| 紫原夕莉乃     | しはら ゆりの     | 2011年8月15日（13歳）  | 13期        | 2024年          | バウンドコーポレーション         |                                                                                   |
| 夏目みら       | なつめ みら       | 2009年3月30日（16歳）  | 13期        | 2024年          |                                  |                                                                                   |
| 舞阪きこ       | まいさか きこ     | 2011年9月14日（13歳）  | 13期        | 2024年          | イトーカンパニー                 |                                                                                   |
| 森田咲空       | もりた さら       | 2012年2月1日（13歳）   | 13期        | 2024年          | アデッソ                         |                                                                                   |
| 山口まりん     | やまぐち まりん   | 2011年7月8日（14歳）   | 13期        | 2024年          | サンミュージック                 |                                                                                   |

## 主な作品

### テレビドラマ
- ただいま満室（2000年、テレビ朝日・MMJ）
- R-17（2001年、テレビ朝日・MMJ）
- ビッグマネー!〜浮世の沙汰は株しだい〜（2002年、フジテレビ）＊企画協力
- みの刑事の愛の事件簿大作戦〜信濃・東海路同級生連続殺人事件（2003年、テレビ東京・BSジャパン・コスモ・スペース）*演出
- 14ヶ月 妻が子供に還っていく（2003年、読売テレビ・ホリプロ）
- 独身3!!（2003年、テレビ朝日・共同テレビ）＊企画協力
- 怒る相談室長 大岡多聞の事件日誌!（2005年1月19日、TBS・国際放映）*演出
- だいすき!!（2008年、TBS・ドリマックス）
- 町医者ジャンボ!!（2013年　読売テレビ）　＊企画協力
- 慰謝料弁護士〜あなたの涙、お金に変えましょう〜（2014年　YTV）　＊企画協力
- わるいやつら（2014年　BS日テレ）
- 松本清張ミステリー時代劇（2015年、BSテレ東）
- 山本周五郎人情時代劇 第12話「めおと蝶」平成28年度 日本民間放送連盟テレビドラマ部門優秀賞受賞 [54]2015年-2016年、BSテレ東）
- 男と女のミステリー時代劇（2016年、BSテレ東）
- 山本周五郎時代劇 武士の魂  第1話「大将首」平成29年度日本民間放送連盟テレビドラマ部門優秀賞受賞 [55]（2017年、BSテレ東）
- 薄桜鬼（2022年、WOWOW）
- DQNの星に嫁ぎました（2025年、YTV)

### 映画
- CROSS（2001年、CROSS製作委員会）
- 恋愛白書（2004年）
- がらくた（2016年）
- テイクオーバーゾーン  第32回東京国際映画祭　日本映画スプラッシュ部門正式作品　[56]2019年

### 配信
- 中３、冬、逃亡中（2020年　ひかりTVチャンネル）

### バラエティ
- ハローランド（2002年、フジテレビ・イザワオフィス）
- やぐちひとり（2004年-2009年、テレビ朝日）
- How to モンキーベイビー!（2009年‐2011年、TOKYO MX）
- プリティーリズム・オーロラドリーム実写パート （2011年、テレビ東京・プリティーリズムオーロラドリーム製作委員会)
- 〜おねだりエンタメ!〜はぴ★ぷれ（2013-14年　BS日テレ）
- ペンギンラブストーリー(2022年　NHK）

### ストーリーマーケティング
- チョコレートンの冒険（2005年、明治製菓）

### 舞台
- 恋ばば14歳!!（2010・2019年上演）
- ガールズプリズンオペラ（2011・2012・2014・2017年上演）
- クリスマウスの夜（2011・2012・2016年上演）
- 音楽室の神様　（2016年上演）
- 清らかな水のように～私たちの1945　（2016・2017・2018[57]・2019・2021・2023年上演）
- ゲートシティーの恋（2016・2018・2019・2020・2022・2023年上演）
- レモンゼリーのプールで泳ぐ（2020年上演）
- 少女夢幻論（2021年上演）
- 少女夢幻論Ⅱ（2021年上演）
- どーるはうす（2022・2023年上演）
- 溜池山王女優演劇祭（2024年11月16,17,23,24日、ドラマデザイン社スタジオ：脚本 富安美尋, 佐藤奈央, 湯田美帆、演出 山本和夫）[58]
- AIのクリスマス（2024年12月22日、ドラマデザイン社スタジオ：脚本 平野杏奈、富安美尋、演出 山本和夫）[59]
- 女優の国のアリスたち (2025年2月15,16,22~24日、ドラマデザイン社スタジオ：脚本 湯田美帆、富安美尋、佐藤奈央、演出 山本和夫)[60]
- ゴールデンウイークの女優たち～富安美尋脚本集 Anthology～（2025年4月29日,5月3~6日、ドラマデザイン社スタジオ：脚本 富安美尋、演出 山本和夫）[61]
- モンブラン（2025年6月21,22,28,29日、ドラマデザイン社スタジオ：脚本 富安美尋、湯田美帆、佐藤奈央、演出 山本和夫）[62]
- 清らかな水のように～私たちの1945（2025年8月9~12日、武蔵野芸能劇場：原案 神楽坂淳、脚本 千葉美鈴、演出 山本和夫）[63]
- 富安美尋の世界「少女夢幻論Ⅳ」（2025年9月13~15,20,21日 予定、ドラマデザイン社スタジオ：脚本 富安美尋、演出 山本和夫）[64]